# あけぼの大豆
あけぼの大豆（あけぼのだいず）は山梨県南巨摩郡身延町で栽培されている大豆である。

## 概要
明治時代に関西地方から仕入れた大豆を曙村（身延町北西部）にて栽培したところ通常の2倍の大豆が収穫された。これについて品種改良や遺伝子組み換えなどは一切行っておらず、曙村特有の気候と土壌が起因とされている。
この大豆を曙村および周辺（主に町内の富士川西岸地域）以外で栽培しようとすると最初は同じ大きさ・糖度の大豆が収穫できるが、その大豆を播種すると普通の大豆に戻ってしまうため、栽培できる地域が非常に限られている。栽培農家の高齢化などにより栽培量が減少していることなどから市場にはほとんど出回らず、「幻の大豆」と呼ばれている。身延町では「あけぼの大豆推進事業」を立ち上げて栽培の拡大を目指している。
2022年3月31日に地理的表示保護制度（GI）対象品目に登録されている。

## 利用
かつては旧曙村でのみであったが、現在は西嶋や下山など身延町内の富士川西岸で栽培が行われている。6月中下旬に播種が行われ、10月に枝豆、11月に大豆として収穫される。
枝豆は東京や横浜市などにも出荷されるが、上述の通り数が限られており出回る日数は非常に少ない。曙村や周辺では10月になると収穫祭が実施され、身延町商工会や山梨みらい農業協同組合（JA山梨みらい）中富支店にて募集が行われる。
大豆は元々菓子加工用として静岡市などに出荷されているが、地域ブランドの向上を目指し豆腐や味噌としても加工され、JAふじかわ中富直売所などで販売されている。但しこちらも数が少なく、販売されないこともある。